# Вулиця Ярослава Мудрого (Мелітополь)
Вулиця Ярослава Мудрого — вулиця в Мелітополі. Починається від вулиці Івана Алексєєва, закінчується на вулиці 8 Березня.
Ділянка від вулиці Івана Алексєєва до вулиці Воїнів-Інтернаціоналістів (об'їздної) є житловим масивом з асфальтним покриттям. Ділянка від об'їзної до вулиці 8 Березня складається з приватного сектору та промзони та має із ґрунтове покриття.

## Назва
Вулиця названа на честь Ярослава Мудрого (бл. 978—1054) — великого князя київського, автора першої на території Давньої Русі збірки законів «Руська правда».
Також у Мелітополі є однойменний провулок .

## Історія
Точна дата появи вулиці невідома. Вперше вона згадується 1923 року в описі земельних володінь.
1924 року вулиця згадується як колишня Сімферопольська.
На той час місцевість між проспектом Богдана Хмельницького та залізницею називалася Новим Мелітополем (зараз цю назву носить інший район). У 1928 році вулиця разом із цим районом офіційно увійшла до складу міста.
2016 року вулицю Рози Люксембург перейменували на честь Ярослава Мудрого згідно із законом про декомунізацію.

## Об'єкти
- школа № 1
- дитячий садок № 14 «Теремок».

## Відомі жителі
- Сичов, Дмитро Вікторович (1972—2010) — міський голова Мелітополя (2006—2010)[3]

## Галерея
|           |                              |                |                         |
| школа № 1 | дитячий садок № 14 «Теремок» | житловий масив | виїзд на вул. 8 березня |